# Qualea coerulea
Qualea coerulea é uma espécie do gênero Qualea . 

## Taxonomia
A espécie foi descrita em 1775 por Jean Baptiste Christophore Fusée Aublet. 

## Forma de vida
É uma espécie terrícola e arbórea. 

## Descrição
Árvore de grande ou médio porte com ramos  e folhas glabros ou pubérulos. Estípulas deltoides, de ápice caduco,  base subglandular, persistente, não proeminente. Ela tem folhas coriáceas,  elípticas com ápice agudo ou obtuso-acuminado e base aguda. Nervação  mediana canaliculada na face inferior. Ela tem flores odoríferas, dispostas em  inflorescências racemosas com 1-3 flores. Pedicelos e brácteas  pubérulas. Cálice seríceo externamente. Lóbulos desiguais, sendo os  menores de 3-5 milímetros de comprimento, arredondados, e o lobo do cálcar com 7-8 x  9-11 milímetros, emarginado. Cálcar cilíndrico. Pétala obcordada, emarginada  (1,5 x 2,5 centímetros), azul com a base amarela.  Pétalas rudimentares e  estaminódios presentes, discretos. Estame, ovário e estilete glabros.  Fruto cápsula com exocarpo se soltando. 
| Caule           | Caule                                            |
| --------------- | ------------------------------------------------ |
| ramo            | pubérulo/glabro                                  |
| córtex          | não esfoliante                                   |
| Folha           |                                                  |
| limbo           | inteiro/oposta/peciolada/glabro                  |
| nervura-central | inferior alada                                   |
| estípula        | inconspícua/persistente                          |
| Inflorescência  |                                                  |
| flor            | racemosa/cincinada                               |
| Flor            |                                                  |
| bráctea         | caduca                                           |
| pedúnculo       | curto                                            |
| pedicelo        | distinto                                         |
| cálice          | gamossépalo/quincuncial                          |
| corola          | azulada/maculada/amarelo                         |
| pétala          | isolada/membranácea/convoluta/caduca/unguiculada |
| Fruto           |                                                  |
| exocarpo        | inteiro/lenhoso                                  |
| tipo            | cápsula loculicida/trilocular/deiscente/valvar   |
| Semente         |                                                  |
| forma           | oblonga/alada/cartácea/tomentosa                 |

## Distribuição
A espécie é encontrada nos estados brasileiros de Amapá, Maranhão e Pará.
Em termos ecológicos, é encontrada no domínio fitogeográfico de Floresta Amazônica, em regiões com vegetação de floresta de terra firme e floresta de inundação.